# Histoire des missions protestantes
 (mai 2016).
Cet article est le cinquième d'un ensemble concernant l'expansion et la diffusion du christianisme, qui comprend :
1. Expansion du christianisme du Ve siècle au XVe siècle.
2. Missions catholiques aux XVIe et XVIIe siècles.
3. Missions catholiques de 1622 à la fin du XVIIIe siècle ou missions pontificales (1re partie).
4. Missions catholiques aux XIXe et XXe siècles ou missions pontificales (2e partie)
5. Histoire des missions protestantes
6. Histoire des missions évangéliques

Alors que les missions catholiques ont connu une grande expansion aux XVIe et XVIIe siècles, les Églises issues de la Réforme ne mettront pas sur pied des entreprises comparables avant le XVIIIe siècle et surtout la fin du XIXe siècle. Plusieurs raisons ont été avancées pour expliquer ce décalage
- Jusqu'au traité de Westphalie, les pays protestants et les protestants ont été surtout préoccupés par leur survie.
- Lorsque la survie n'était pas le problème majeur, ces pays n'avaient pas de contact direct avec les protestants (sauf la Suède avec les Lapons), et en tous cas n'avaient pas accès aux routes maritimes.
- Après la défaite de l'Invincible Armada (1588), des pays comme l'Angleterre ou les Pays-Bas eurent accès aux contrées éloignées.
- Par delà ces circonstances historiques, André Roux fait observer que selon certains théologiens de la Réforme, l'annonce de l'Évangile jusqu'aux extrémités du Monde ne concernait plus l'Église de leur temps.

Le démarrage des missions protestantes qu'il faut cependant situer avant la grande époque des XIXe et XXe siècles se situe dans le sillage de mouvances protestantes.

## Les missions protestantes jusqu’à la fin duXVIIIesiècle

### Les aumôniers des compagnies à charte
Les missions protestantes sont pratiquement inexistantes au XVIe siècle et même au XVIIe siècle, elles restent extrêmement rares. Il y a bien des pays protestants, les Pays-Bas et l'Angleterre qui dominent des voies maritimes et des régions du monde en dehors de l'Europe, mais ces deux pays confient le monopole de l'exploitation de ces contrées lointaines aux Compagnies des Indes Orientales, respectivement anglaise et hollandaise, et l'évangélisation n'entre pas forcément dans le cadre de leurs missions. Les aumôniers affectées aux compagnies ont avant tout en charge les agents européens, et si le premier gouverneur général des Indes néerlandaises encourage « la proclamation du nom du Christ », des accords passés ultérieurement entre le gouvernement hollandais et un sultan des Moluques interdit aux indigènes de devenir chrétien.

### En Amérique du Nord
En Amérique du Nord, John Eliot, pasteur presbytérien au Massachusetts entreprend d'évangéliser les Amérindiens à partir de 1641. Il apprend leur dialecte et commence à prêcher. Il regroupe les convertis dans des villages de prière et traduit la Bible en mohican et en algonquin ; il fonde des écoles, parmi lesquelles un collège indien au sein d'Harvard, il forme des instituteurs indigènes. Mais ses efforts sont vite ruinés par les luttes entre colons et Indiens, et du vivant même d'Eliot, il ne reste plus un seul Mohican pour lire la Bible traduite.
Une Société pour la Propagation de l'Évangile, fondée en 1701 se préoccupe de l'évangélisation des Indiens des Six Nations, en plus de l'aumônerie des colons. David Brainerd, né en 1718, est particulièrement connu parce que son journal, publié après sa mort a connu un grand succès. Après des études à Yale pour être pasteur presbytérien, David Brainerd décide de consacrer sa vie (qui sera courte) à l'évangélisation. Il fréquente jusqu'en 1747 différents groupes d'Indiens, dans le Massachusetts, la Pennsylvanie et le New Jersey.

### Les missions danoises
C'est aux Danois, dans le sud de l'Inde, qu'il faut attribuer la première démarche missionnaire. À l'origine de l'initiative du roi Frédéric IV de Danemark, il faut placer le mouvement piétiste, vigoureux à l'Institut universitaire de Halle, en Allemagne, et d'où découlait assez naturellement un devoir missionnaire en même temps que la mise sur pied de sociétés religieuses. Deux anciens étudiants de Halle, Ziegenbalg et Plutschaü sont envoyés à Tranquebar, comptoir danois du sud de l'Inde. Ils se fixent les lignes de conduite suivantes :
- les missionnaires doivent ouvrir des écoles pour permettre aux catéchumènes de lire la Bible, traduite dans la langue du pays ;
- les missionnaires doivent acquérir une bonne connaissance non seulement de la langue, mais aussi de la culture et des coutumes locales ;
- l'objectif des missionnaires est la conversion personnelle des païens et la mise sur pied d'une Église indienne, avec des pasteurs indiens.

Un premier pasteur indien est ordonné en 1733, et la mission danoise qui avait élargi ses activités au-delà de la sphère d'influence du Danemark, en Inde, reçoit le soutien de l'Église anglicane au travers de la Société pour la Promotion de la Connaissance Chrétienne, fondée en 1699.
Lors d'un congé en Europe, Ziegenbalg a l'occasion de s'entretenir avec le comte de Zinzendorf qui va fonder la Mission des frères moraves au sein de l'église protestante des Frères moraves fondée jadis par Jean Hus. Les missions des frères moraves sont actives dès le milieu du XVIIIe siècle parmi les esclaves des Antilles danoises d'abord, puis ceux de Caroline du Nord, du Suriname et d'Amérique du Sud. Elles sont également présentes chez les Inuits du Groenland danois et en Inde.
En 1735, John Wesley, fondateur du courant méthodiste répond à une annonce émise par le gouverneur de Géorgie recherchant un clergyman. Il reste dans la colonie pendant deux ans, s'efforçant d'améliorer les pratiques religieuses des colons, mais aussi, d'essayer, sans grand succès, de convertir les Indiens.

## L'expansion protestante auXIXesiècle

### Naissance des sociétés des Missions
Le démarrage des missions protestantes qu'il faut cependant situer avant la grande époque des XIXe et XXe siècles se situe dans le sillage de mouvances protestantes. Plusieurs sociétés de mission voient ainsi le jour. On peut citer: La London Missionary Society (LMS, 1795), Société des Missions des Pays-Bas (1797), le Comité Américain des Missions étrangères (1810, les Missions de Bâle (1815), les Missions de Paris (1822), les Missions de Berlin (1824), les Missions de Suède (1835), les Missions d'Allemagne du Nord (1836), les Missions de Norvège (1842). Initialement, ces sociétés sont fondées par des fidèles appartenant à différentes églises protestantes. Interconfessionnelles, beaucoup d'entre elles sont également supranationales, comme la société des missions de Bâle qui regroupe des Suisses, des Allemands et des Français. Mais les grandes églises fondent également leur propre société de missions : le Church Missionary Society de l'église anglicane est créé en 1799. Elle est suivie par les méthodistes en 1813, les presbytériens d'Écosse, en 1825, les luthériens d'Allemagne, en 1836, avec la Société de Leipzig.
En Europe, les sociétés missionnaires sont généralement à l’initiative de groupe chrétiens privés et financées à la fois par quelques gros donateurs et par des collectes organisées auprès de petits donateurs, par exemple, lors des « dimanches de la mission ». L'autonomie par rapport aux institutions ecclésiastiques n'empêche pas que chaque société a généralement un enracinement national et une orientation théologique assez marquée.
Une deuxième vague de sociétés missionnaires part des États-Unis, à partir de 1850. Ces sociétés sont généralement interconfessionnelles et plurinationales : la Mission à l'Intérieur de l'Afrique, la Mission unie du Soudan et la Mission à l’intérieur du Soudan en 1901.
En 1900, on compte plus de trois cents sociétés missionnaires, ce qui témoigne du dynamisme du mouvement missionnaire protestant, mais la trop grande dispersion représentera souvent une faiblesse. Les divergences entre missions protestantes ayant été très vite identifiées comme un obstacle à l'efficacité, des tentatives de regroupement sont entreprises : au sein du protestantisme. Dès 1825, des "Conférences" rassemblent, aux Indes, des missionnaires de courants divers. En 1910, une conférence mondiale se tient à Édimbourg, préfiguration du Conseil œcuménique des Églises.
En 1914, les États-Unis fournissent près de la moitié des ressources et du personnel missionnaire; en 1960, ils en fourniront les deux tiers.

### La pénétration protestante en dehors de l'Europe
La grande expansion protestante du XIXe siècle est contemporaine d'une reprise du mouvement missionnaire dans le monde catholique (Voir missions catholiques aux XIXe et XXe siècles). Alors que dans les siècles précédents, les missionnaires des deux blocs ne se rencontraient guère, à partir du XIXe siècle ils se retrouvent de plus en plus souvent dans des positions de concurrence et de rivalité. Au demeurant, les résultats sont proches : les populations déjà gagnées à l'islam ou au bouddhisme hīnayāna (appelé aussi bouddhisme du petit véhicule) restent pratiquement imperméables au christianisme. Il en est pratiquement de même pour l'hindouisme, à l'exception des basses castes, qui sont plus réceptives pour des raisons que l'on comprend. En Chine, la situation est différente : la position « confucéenne » admet volontiers la pluralité confessionnelle et juge l'acceptabilité d'une religion essentiellement sur les effets qu'elle a sur la société et le pays (menace-t-elle la famille ou l'État ?), et non en fonction de la contradiction que ses dogmes pourraient présenter vis-à-vis des dogmes des religions locales. Ce sont des considérations plus pragmatiques que franchement idéologiques. On peut donc dire qu'il y a moins de rivalité idéologique avec l'ensemble confucéen, mais une certaine xénophobie conduit parfois à des mouvements de persécution vis-à-vis des nouvelles communautés chrétiennes. Les populations animistes, qu'elles soient d'Asie, d'Afrique ou d'Océanie sont un terrain de réussite pour les missions.

### Missions, colonisation et décolonisation

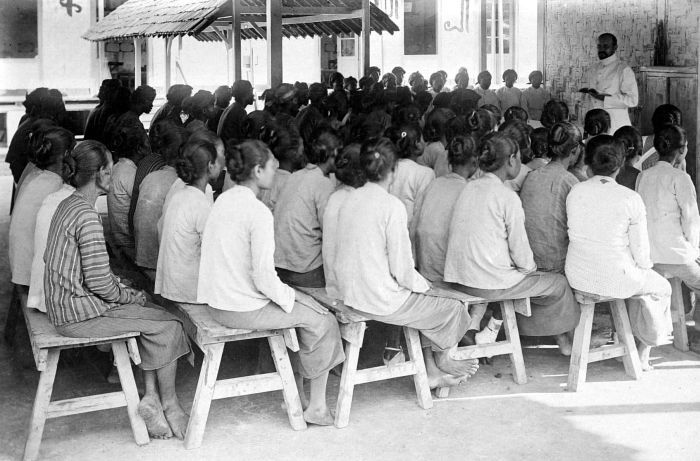
Évangélisation à l'hôpital de la mission chrétienne de Pitoeloengan, situé à Salatiga, Indes orientales néerlandaises.
Crédit photo : Tropenmuseum.

Bien que le mouvement missionnaire protestant, comme le mouvement missionnaire catholique ait précédé la vague de colonisation de la deuxième moitié du XIXe siècle, il est clair que missions et colonisations sont des formes différentes de l'expansion européenne. Ceci n'empêche pas que les intérêts, idéologiques, des missions et ceux, économiques et politiques des colonisateurs ne coïncident pas toujours et parfois s'opposent. Jusqu'à l'abolition de son monopole, en 1833, la Compagnie anglaise des Indes orientales, peu encline à encourager des bouleversements sociaux ou religieux, limite autant qu'elle le peut, l'activité missionnaire, et la politique du gouvernement britannique, plus libérale, ne fut souvent guère différente.
Si l'on compare les zones de pénétrations respectives des missions catholiques et protestantes, on note une relation évidente avec la religion dominante du colonisateur, protestante pour le Royaume-Uni ou les Pays-Bas, catholique pour la France ou la Belgique. C'est une tendance, et on ne doit pas en déduire qu'il existait aux XIXe et XXe siècles, une quelconque exclusivité accordée aux missionnaires nationaux, il s'agit d'un effet d'entrainement. Dans le tableau ci-dessous, on a reporté les chiffres présentés par l'encyclopédie catholique de 1907-1911 (qui fait remarquer que tous les chiffres des protestants sont vraisemblablement gonflés),
|                                           | Catholiques | Protestants |
| ----------------------------------------- | ----------- | ----------- |
| Possessions néerlandaises en Asie         | 56 000      | 472 000     |
| Océanie française                         | 53 000      | 21 000      |
| Océanie britannique (sans l'Australie)    | 35 000      | 147 000     |
| Océanie américaine                        | 47 000      | 30 000      |
| Afrique française et Madagascar           | 419 000     | 351 000     |
| Afrique britannique (hors Afrique du Sud) | 289 000     | 235 000     |
| Congo Belge                               | 34 500      | 26 000      |
| Afrique allemande                         | 55 000      | 47 000      |
| Afrique portugaise et Espagnole           | 1 000 000   | 4 000       |
| Philippines                               | 7 000 000   | -           |
| Empire des Indes britanniques             | 1 550 000   | 872 000     |

Quelques commentaires sur ce tableau : Dans le cas des Philippines, et de l'Afrique espagnole et portugaise, la part massive des catholiques est à imputer au système du patronat (Voir Missions catholiques aux XVIe et XVIIe siècles) qui prévalait théoriquement jusqu'au milieu du XVIIe siècle (mais dans la réalité, bien après) et qui stipulait que le colonisateur avait l'exclusivité des tâches missionnaires. Dans le cas de l'Inde où les effectifs catholiques comprennent les deux rites romain et syrien, les protestants n'ont pas rattrapé le retard sur les catholiques qui ont commencé à prendre pied sur le sous-continent dès les premiers comptoirs portugais. En outre, le colonisateur britannique n'a jamais vraiment encouragé les missions en Inde, mais il n'a jamais non plus pénalisé plus spécialement les catholiques. La règle qui prévaut est quand même que le colonisateur favorise les missionnaires nationaux. Celui-ci, à son tour privilégiera l'enseignement de sa propre langue.
Le missionnaire est souvent dépendant des puissances coloniales. En Chine, qui n'est pas à proprement parler colonisée, ce sont les traités inégaux qui font bénéficier les missions d'un statut d'extra-territorialité.
Le colonisateur sous-traite volontiers aux missions tout où partie du domaine social. Les missions tant protestantes que catholiques, ouvrent des dispensaires et des écoles. Lorsque l'heure de la décolonisation sonnera, de nombreux dirigeants des nouveaux pays indépendants auront été formés dans les écoles et les universités des missions. La traduction de la Bible et les activités de catéchèse contribuent souvent à affermir les langues indigènes et à le cas échéant à les doter d'une écriture. En outre, comme le remarque Jean Baubérot, les épouses des missionnaires se consacrent à l’émancipation et à l’éducation des femmes indigènes et il conclut que les missions ont en général « humanisé » la colonisation et qu'elles ont contribué à la rationaliser.

## Aperçu sur les missions protestantes dans les différentes aires géographiques

### Les missions protestantes enInde
En 1813, la "Nouvelle charte" de la Compagnie des Indes Orientales autorise la création de l'archevêché anglican de Calcutta, avec trois archidiaconats. Ceci permet à la Church Missionary Society (CMS) et à la Propagation of the Gospel, à partir, respectivement de 1814 et de 1826 de développer l'action missionnaire. D'après l'encyclopédie catholique de 1908, les plus grands succès sont obtenus dans le sud de l'Inde, là où les luthériens danois avaient commencé à travailler. Dans les années 1830, les évêchés de Madras et de Bombay sont créés, et à partir de 1870, ceux de Lahore, Rangoon, en Birmanie puis de Travancore et Cochin. La CMS a l'idée d'envoyer au service de l'Église indienne de tradition nestorienne quatre missionnaires qui sont finalement l'objet d'un rejet et il en résulte un nouveau schisme au sein de l'Église nestorienne.
En plus des anglicans, il faut citer les missionnaires envoyés par l’Église d'Écosse à partir de 1830, ceux de l’Église presbytérienne d'Irlande, les méthodistes wesleyiens, l'Armée du salut et diverses autres institutions européennes ou américaines. Alexandre Duff, de l'Église d'Écosse, s'oriente vers la formation des élites et fonde un collège fréquenté par les hautes castes. Pour résumer la progression protestante, disons qu'en 1830, on ne pouvait dénombrer que 27 000 protestants indigènes originaires d'Inde, Birmanie et Ceylan et en 1870, il n'y avait pas moins de 35 organisations protestantes, regroupant 600 missionnaires protestants de diverses obédience, et encadrant plus de 300 000 fidèles. Voici comment l'encyclopédie catholique qualifie le travail missionnaire protestant :
- répandre les Écritures dans les langues vernaculaires ;
- efforts spéciaux vis-à-vis de l'instruction des femmes ;
- utilisation généralisée des missionnaires indigènes, non seulement des pasteurs ordonnés, mais de simples prêcheurs, hommes ou femmes.

Les progrès les plus remarquables ont été observés dans les trente dernières années du XIXe siècle, où les effectifs protestants passent de 224 000 à 870 000.
En 1858, le pouvoir est transféré de la Compagnie des Indes à la couronne britannique qui affirme le principe de la liberté religieuse pour tous les Indiens, mais s'engage aussi à couvrir aux deux tiers les frais de toute œuvre scolaire. Fréquentés dans un premier temps par les chrétiens, issus des basses castes, les établissements scolaires des missions sont bien vite investis par des Hindous de haute caste.
Les progrès des missions protestantes en Inde ne doit en effet pas faire oublier que la pénétration protestante en Inde reste plus faible que celle des catholiques et que les deux communautés réunies restent marginales par rapport aux Hindous, aux musulmans ou aux bouddhistes de Birmanie et de Ceylan. Dans l'empire des Indes, les seuls réels succès sont obtenus auprès des tribus. En Birmanie, les missionnaires méthodistes obtiennent des conversions massives chez les populations karens à partir de 1830. En 1850, il y avait plus de protestants en Inde que dans tout le reste des Indes.

### Les missions protestantes enChine
En 1807, Robert Morrison, envoyé par la London Missionary Society débarque à Canton. Il doit rester clandestin, y compris vis-à-vis de la Compagnie des Indes Orientales, soucieuse d'éviterr des ennuis avec les autorités chinoises. La Chine est en effet un pays fermé. Morrisson apprend le chinois, entreprend de traduire le Nouveau Testament. Un premier converti est baptisé en 1814, mais en fait, l'exercice de tout travail missionnaire étant impossible en Chine, les missionnaires entreprennent de créer des centres d'évangélisation en dehors de la Chine. Un collège anglo-chinois est créé en 1818 à Malacca.
En 1842, à l'issue de la première guerre de l'opium, à la suite du traité de Nankin, les missions peuvent opérer à Hong Kong dans les cinq ports ouverts à l'Occident. Un missionnaire prussien du nom de Karl Gützlaff, qui travaille avec la Société des Missions néerlandaise entreprend de former et d'envoyer des colporteurs évangélistes chinois dans les dix-huit provinces. Ceux-ci font parvenir des rapports prometteurs qui provoquent l'arrivée en Chine de la Mission rhénane et de la Mission bâloise. En fait, toute l'entreprise de Gützlaff s’avère être un fiasco, les évangélistes qui avaient probablement dilapidé l'argent de leurs ventes ne réapparaissent pas, mais les idées de Gützlaff sont bientôt reprises par des presbytériens de la Mission presbytérienne américaine comme Hunter Corbett ou John Nevius, puis par le méthodiste Hudson Taylor qui crée la China Inland Mission (Mission à l'Intérieur de la Chine) dont la vocation unique est l'évangélisation de la Chine. Le principe consiste à recruter aussi bien des missionnaires dotés d'un solide bagage universitaire que des chrétiens se distinguant seulement par leurs solides convictions. Tous s'habillent à la chinoise. En 1882, avec 650 missionnaires venus des pays les plus divers et de diverses Églises, la CIM devient la plus grande société de mission évangélique. Dans les grandes villes, d'autres sociétés de missions créent des universités et des hôpitaux.
Au début du XXe siècle, on ne compte guère plus que quelques centaines de milliers de fidèles protestants, encadrés par 3 800 ministres (Chiffres du Shangaï Mercury, 1907). À cette époque le nombre de baptisés catholiques dépasse le million, mais c'est néanmoins le prosélytisme des missionnaires protestants qui est généralement retenu comme l'une des causes, en 1900 de la révolte des Boxers, qui voyaient dans les missionnaires des agents d'influence du colonialisme. 188 missionnaires (100 Britanniques, 56 Suédois et 32 Américains) furent ainsi assassinés[réf. nécessaire], principalement dans le Shanxi.
À la suite de ces évènements, les puissances occidentales imposent à la Chine un ensemble de conditions visant notamment à la sécurité des missionnaires et à la protection des chrétiens. Les missions accélèrent alors leur développement. À la veille de la Première Guerre mondiale, on compte cinq mille cinq cents missionnaires protestants en Chine. En 1925, ils seront plus de huit mille. S'il est clair que les missionnaires n'ont pu pénétrer en Chine que sous la protection des canons des marines occidentales, selon l'expression d'André Roux, le renouveau nationaliste chinois de 1911 sortira en partie des universités protestantes. Ainsi, Sun Yat-sen, fondateur du Kuomintang est-il chrétien. Mais lorsque les communistes adversaires du Kuomintang seront maîtres du terrain, les chrétiens apparaîtront à nouveau comme des agents de l'impérialisme, et les différentes Églises seront durement réprimées.
La querelle des rites qui a divisé les catholiques entre 1650 et la fin du XVIIIe siècle (Voir Missions catholiques de 1622 à la fin du XVIIIe siècle) a eu un écho lointain au sein des missions protestantes en Chine sous le nom anglais de Term Question. Il s'agissait de savoir sous quel nom chinois, on devait traduire la divinité. Parmi les candidats Shin, T'ien-shin, T'ien-chu, Shang-ti a finalement reçu l'approbation de la majorité.

### Les missions protestantes enCoréeet la méthode Nevius
Pour le contexte historique, on se reportera utilement à Histoire de la Corée.
La Corée présente à ceci de commun avec la Chine que la pénétration chrétienne y a été relativement aisée, même si, à l'instar de la Chine également, des mouvements de rejets xénophobes s'y sont développés au XIXe siècle. Il s'agissait essentiellement, à cette époque, de catholiques (Voir Missions catholiques aux XIXe et XXe siècles). La progression des protestants à partir de la fin du XIXe siècle a été assez importante pour qu'à partir de l'occupation par les japonais en 1911, les chrétiens apparaissent comme l'un des pôles de la résistance nationaliste coréenne. Ceci explique en partie que le christianisme, à majorité protestante, qui regroupe au XXIe siècle plus de la moitié de la population ne soit pas considéré comme une religion étrangère.
L'histoire des missions protestantes ne commence qu'en 1885. Les premiers missionnaires sont presbytériens et méthodistes. Les chrétiens de Corée deviennent très vite autonomes.
Peut-être le premier étranger protestant à fouler de ses pieds le sol coréen fut un chrétien Japonais, Nagasaka, en juin 1783. Par la suite quelques missionnaires protestants firent de furtives incursions sur le sol coréen avant 1885 : Karl Gützlaff visite la côte ouest de la Corée en 1832 avec des copies des Écritures en Chinois. Le 13 septembre 1865, le Britannique Robert Thomas arrive sur la côte coréenne avec plusieurs catholiques pour distribuer des copies de la bible. Il y reste deux mois et demi. John Ross (en), de la United Presbyterian Chuch of Scotland et son collègue John McIntyre qui s’occupaient essentiellement de la Mandchourie, sont à l’origine de l’intérêt missionnaire protestant pour la Corée. Ils effectuent 2 voyages en Corée en 1874 et 1876. En 1877, Ross publie la première grammaire de langue coréenne en anglais et, en 1879, la première histoire de la Corée jamais écrite dans une langue européenne. Avec McIntyre, il termine la traduction en coréen du Nouveau Testament et la publie avec l’aide financière de la National Bible Society of Scotland. En 1910, la visite en Corée du missionnaire américain Arthur Pierson permet d'établir (en 1912) le Pierson Memorial Union Bible Institute (devenu aujourd'hui l'Université de Pyeongtaek (en)), qui formera de nombreux pasteurs et évangélistes.
En situant l'irruption massive des missions protestantes en 1885, James Grayson a pu avancer qu'à cette date-là, l’Église protestante de Corée était déjà établie avant qu’il n’y ait aucun missionnaire étranger en Corée. Il raconte qu'en hiver 1884, Ross, accompagné par un jeune missionnaire baptise 75 personnes pendant son voyage. "À la veille du commencement des missions protestantes en Corée, écrit-il,  nous voyons que 1) des Coréens ont déjà été convertis au christianisme protestant, 2) Ils sont impliqués dans la propagation, dans plusieurs secteurs 3) la bible a commencé à circuler en quantité et enfin 4) le christianisme est implanté dans la diaspora coréenne de Mandchourie."
Lee Jeong-kyu considère néanmoins que le démarrage réel des missions protestantes doit être mis au compte des agences américaines. Le bureau des missions étrangères de l’église presbytérienne (Board of Foreign Mission of the Presbyterian Church) est la première église évangélique à entreprendre un travail missionnaire en Corée. Les autres églises présentes en Corée à la fin du XIXe siècle sont: La Board of Foreign Mission of the Northern Presbyterian Church, The foreign Missionary Society of the Northern Methodist Episcopal Church in the USA...
Lee Jeong-kyu énumère ainsi les facteurs importants qui ont contribué au succès des Protestants à la fin de la période Choson
- La cour royale était favorable aux missionnaires occidentaux protestants, surtout quand ils étaient américains.
- L’État coréen engageait une politique ouverte à l’étranger au lieu de la politique de fermeture et de répression vis-à-vis des étrangers qui avait prévalu jusqu’alors.
- Les Protestants cherchaient les points d’accord avec les Néo-Confucéens et la culture religieuse coréenne.
- La morale chrétienne, notamment l’égalitarisme et l’humanisme interpellait les milieux populaires imprégnés par le confucianisme. On peut établir un rapprochement entre une série de valeurs chrétiennes et leur équivalent chez les confucéens :

| Christianisme              | Confucianisme                          |
| -------------------------- | -------------------------------------- |
| Amour du prochain          | Bienveillance (ren ou jen, en chinois) |
| Vénération de Dieu le père | Culte des ancêtres                     |
| Volonté de Dieu            | Chemin du Ciel                         |

- Pour les Coréens nationalistes et réformateurs, la science et les méthodes occidentales étaient perçues comme un moyen pour accélérer la modernisation et l’autosuffisance de la Corée.
- Avec le zèle des chrétiens Coréens, on doit citer comme dernière explication la foi missionnaire et la méthode Nevius qui mettent en avant l’autogestion (self-government), l’autonomie des ressources (self-support) et l’autopropagation (self-propagation) ainsi que l’indépendance de l’Église.

La méthode Nevius tire son nom du missionnaire américain presbytérien John Livingstone Nevius (1829-1893) qui en est à l'origine.

### Les missions protestantes en Afrique
L'histoire des missions protestantes en Afrique débute en Afrique australe après l'occupation de Kaapstad (Le Cap) par les Britanniques. La London Missionary Society (LMS) envoie des missionnaires sur place, parmi lesquels John Philip, connu comme le défenseur des Hottentots et qui encouragea le gouvernement britannique à prendre des mesures qui provoquèrent le départ des Boers vers le Transvaal et ce qui allait devenir l'État libre d'Orange. Robert Moffat est resté missionnaire chez les Betchanas pendant 45 ans, a traduit la bible en tswana et a exercé une grande influence sur les missions en Afrique Australe. C'est son gendre David Livingstone, mort en 1873 qui est devenu connu comme l'explorateur des chutes du Zambèze mais qui avait commencé par exercer, comme son beau-père, le métier de missionnaire pendant dix ans, engagé, comme tous les missionnaires de cette époque dans la lutte contre l'esclavage. C'est en Afrique australe, auprès de Philip et Mossat qu'ont été envoyés, en 1829, les premiers missionnaires français de la Société des missions évangéliques de Paris. Enfin à partir de 1829 aussi, les Allemands de la Société des missions du Rhin entreprennent l’évangélisation de la Namibie actuelle.
C'est aux anglicans de la CMS (Church Missionary Society) que l'on doit, en 1804, la première implantation en Afrique occidentale. La mission du Sierra Leone ouvrira ensuite, dès 1827 le collège de Fourah Bay qui aura par la suite une grande réputation. Au Nigeria, des anglicans et des méthodistes s'établissent à Ibadan dès 1844.
Johann Krapf, missionnaire allemand au service des anglicans de la CMS s'établit à Mombassa, au Kenya en 1844. Quelques années plus tard, les luthériens accompagnent les Allemands qui prennent pied au Tanganyika. D'une façon générale, les rivalités avec les missions catholiques sont vives en Afrique de l'Est et en particulier en Ouganda. À la fin du XIXe siècle, ces presbytériens américains s'investissent au Sud Soudan.
Au sein du protestantisme ou en marge de celui-ci, des prophètes africains créent de nouvelles églises chrétiennes: En Côte d'Ivoire, le prophète Harris entraîne 200 000 personnes à brûler des fétiches dans les années 1913-1914. Son mouvement sera récupéré par la Mission méthodiste de Londres. Au Congo belge, Simon Kimbangu est à l'origine de l'Église kimbanguiste, qui fait partie Conseil œcuménique des Églises. D'autres prophètes africains tiennent plus leurs distances vis-à-vis des missionnaires européens, comme le pasteur Mokone qui se fait connaître à Johannesbourg à partir de 1892. Le Zoulou Isaiah Shembe, mort en 1935, plus syncrétiste et, selon les termes d'André Roux, illuministe, projette les espérances d'un peuple frustré autour d'un nouveau Christ noir.
D'après le Britannica Book of the Year de 1998, on compte en 1998, 87 millions de protestants en Afrique (catholiques, 118, autres chrétiens, 100, musulmans 306, religions ethniques, 90)

### Les missions protestantes en Océanie et à Madagascar
La date de l'arrivée des missionnaires protestants à Madagascar remonte en 1818. Les Gallois David Jones et son ami Thomas Bevan ont été les premiers missionnaires protestants dans ce pays. Ils débarquent à Tamatave vers la fin de l'année 1818. Ils ont commencé par apprendre à lire et à écrire aux enfants de cette ville, y compris celui au chef tribal de l'époque. Après la mort de sa femme et son enfant nouveau-né et celle du couple Bevan, Jones, atteint lui aussi par le paludisme, quitte seul le pays pour se faire guérir à l'Ile Maurice.
En 1820 il est de retour, et le roi Radama Ier lui donne l'autorisation de se rendre dans la capitale Tananarive. Alors le travail commence officiellement au mois d’octobre. L'alphabétisation d'abord, puis l'évangélisation, et enfin la traduction et l'édition de la Bible en malgache.
Parmi les multiples références :
- Maurice Leenhardt, Société des missions évangéliques de Paris ;
- George Augustus Selwyn, Melanesian Mission (Anglican Church of Melanesia).

## Les missions protestantes après 1960
En 1960, plus de la moitié des missionnaires protestants sont américains. La plupart d'entre eux appartiennent au courant chrétien évangélique.